# 更楼河
更楼河，位于中华人民共和国广东省佛山市高明区西南更合镇境内，是高明河右岸支流，发源于鬼顶岗，蜿蜒向北，流经潭山、坡头、深步水库、平塘、更楼等地，于龙珠村汇入高明河。长18千米，流域面积114平方千米。